# モラ郡 (ニューメキシコ州)
モラ郡（Mora County）は、アメリカ合衆国ニューメキシコ州にある郡。2000年の総人口は5,180人で、郡庁所在地はモラ(Mora)である。

## 地理
総面積は5,008 km² (1,933 mi² )。陸地面積は5,002 km² (1,931 mi²)で、水面積は6 km² (2 mi²)で全体の0.12%である。郡の最高地点はトルチャス・ピーク(en:Truchas Peak)の頂上で13,102フィートである。

## 近接する郡
- コルファクス郡 (ニューメキシコ州) - 北
- ハーディング郡 (ニューメキシコ州) - 東
- サンミゲル郡 (ニューメキシコ州) - 南
- サンタフェ郡 (ニューメキシコ州) - 西
- リオアリバ郡 (ニューメキシコ州) - 西
- タオス郡 (ニューメキシコ州) - 北西

## 人口統計
以下は2000年の国勢調査における人口統計データである。
基礎データ
- 人口: 5,180人
- 世帯数: 2,017世帯
- 家族数: 1,397家族
- 人口密度: 1/km² (3/mi²）
- 住居数: 2,973軒
- 住居密度: 1/km² (2/mi²)

人種別人口構成
- 白人: 58.88%
- アフリカン・アメリカン: 0.10%
- ネイティブアメリカン: 1.14%
- アジア人: 0.12%
- その他の人種:36.97%
- 混血(2人種間以上の): 2.80%
- ヒスパニック・ラテン系: 81.64%

世帯と家族（対世帯数）
- 全世帯数: 2,017世帯
- 18歳未満の子供がいる:31.20%
- 結婚・同居している夫婦: 50.50%
- 未婚・離婚・死別女性が世帯主: 11.90%
- 非家族世帯: 30.70%
- 単身世帯: 26.90%
- 65歳以上の老人1人暮らし: 10.60%
- 平均構成人数
  - 世帯: 2.54人
  - 家族: 3.08人

年齢別人口構成
- 18歳未満: 26.70%
- 18-24歳: 7.50%
- 25-44歳: 24.30%
- 45-64歳: 26.10%
- 65歳以上: 15.40%
- 年齢の中央値: 40歳
- 性比（女性100人あたり男性の人口）
  - 総人口: 102.00人
  - 18歳以上: 100.20人

収入と家計
- 収入の中央値
  - 世帯: 24,518米ドル
  - 家族: 27,648米ドル
  - 性別
    - 男性: 24,483米ドル
    - 女性: 18,000米ドル
- 人口1人あたり収入: 12,340米ドル
- 貧困線以下
  - 対家族: 20.90%
  - 対人口: 25.40%
  - 18歳未満: 25.90%
  - 65歳以上: 18.40%

## 主な市および町
- Mora
- Wagon Mound

## その他の場所
- en:Fort Union National Monument